# Leucrotta

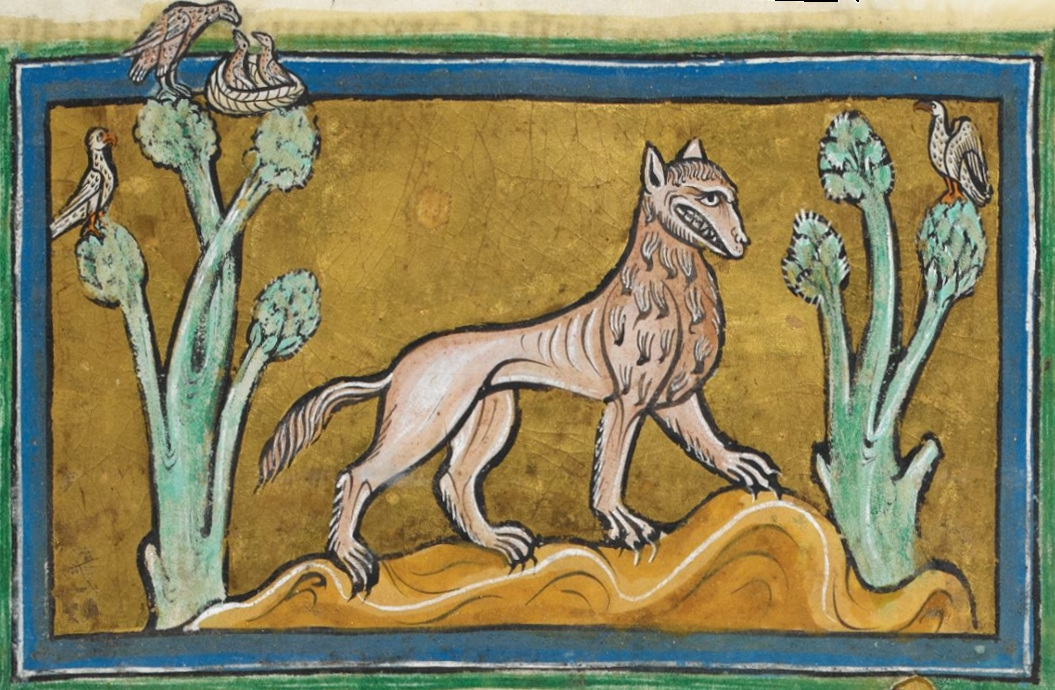
Folio dal bestiario di Rochester rappresentando una leucrotta

La leucrotta (o leocrota, o leucrocota) è un animale mitologico abitante dell'Etiopia o comunque originario dell'India, che nasce dall'incrocio di una crocotta con un leone.

## Descrizione
Tra i primi a descriverci questo animale fantastico fu Plinio il Vecchio (ca. 24-79):
(Plinio il Vecchio, Naturalis historia, VIII, 30)
In seguito viene descritto in vari bestiari medievali seguendo questa tradizione, anche se a volte si può notare una confusione con la figura della Manticora.
Nel Bestiario di Cambridge (XII secolo) possiamo leggere:
"Nasce in India un animale chiamato leucrota, imbattibile nella velocità. Possiede dimensioni di asino, natiche di cervo, petto e zampe di leone, testa di cavallo, unghie divise in due parti e una bocca che si estende fino alle orecchie. Al posto dei denti ha un unico osso. Questa è la sua forma; inoltre con la voce riesce a imitare le parole umane"

## Rappresentazioni medievali
Le rappresentazioni di questo animale seguono fedelmente la sua descrizione scritta, e la sua caratteristica principale è facilmente distinguibile: l'animale presenta infatti una grande bocca che arriva fino alle orecchie, a volte aperta mettendo in mostra i denti dell'animale, e gli zoccoli divisi in due parti. 
Solo in una miniatura francese tarda, contenuta in un codice miscellaneo del 1450 (Hague, Museum Meermanno, ms. MMW. 10 B 25 fol. 12 v.), l'animale mostra una bocca di dimensioni normali, mentre la testa simile a quella di un asino prosegue con una folta criniera di cavallo che ricopre la bestia fino al petto.